# SkyMapper
Le SkyMapper est un télescope de 1,35 m de diamètre utilisé par l'École de Recherche en Astronomie et Astrophysique de l'observatoire du Mont Stromlo. Le télescope possède une caméra possédant 268 millions de pixels, et d'un champ de vue de 5,7 degrés carrés.
C'est sur ce télescope qu'est conduit de Stromlo Southern Sky Survey (S3), un relevé du ciel austral multi époque et multi couleur. S3 sera similaire au relevé Sloan, avec comme améliorations principales une plus grande couverture temporelle, de meilleures mesures des propriétés stellaires, et une large couverture du plan galactique.

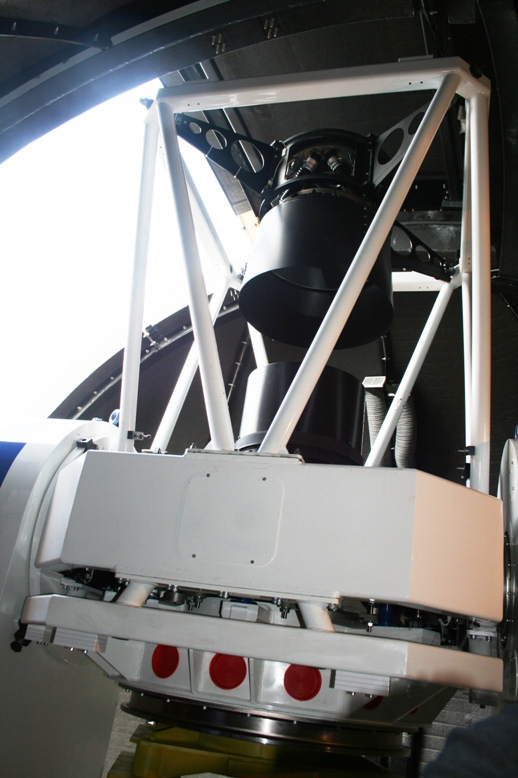
Vue intérieure de SkyMapper avec son dôme ouvert.
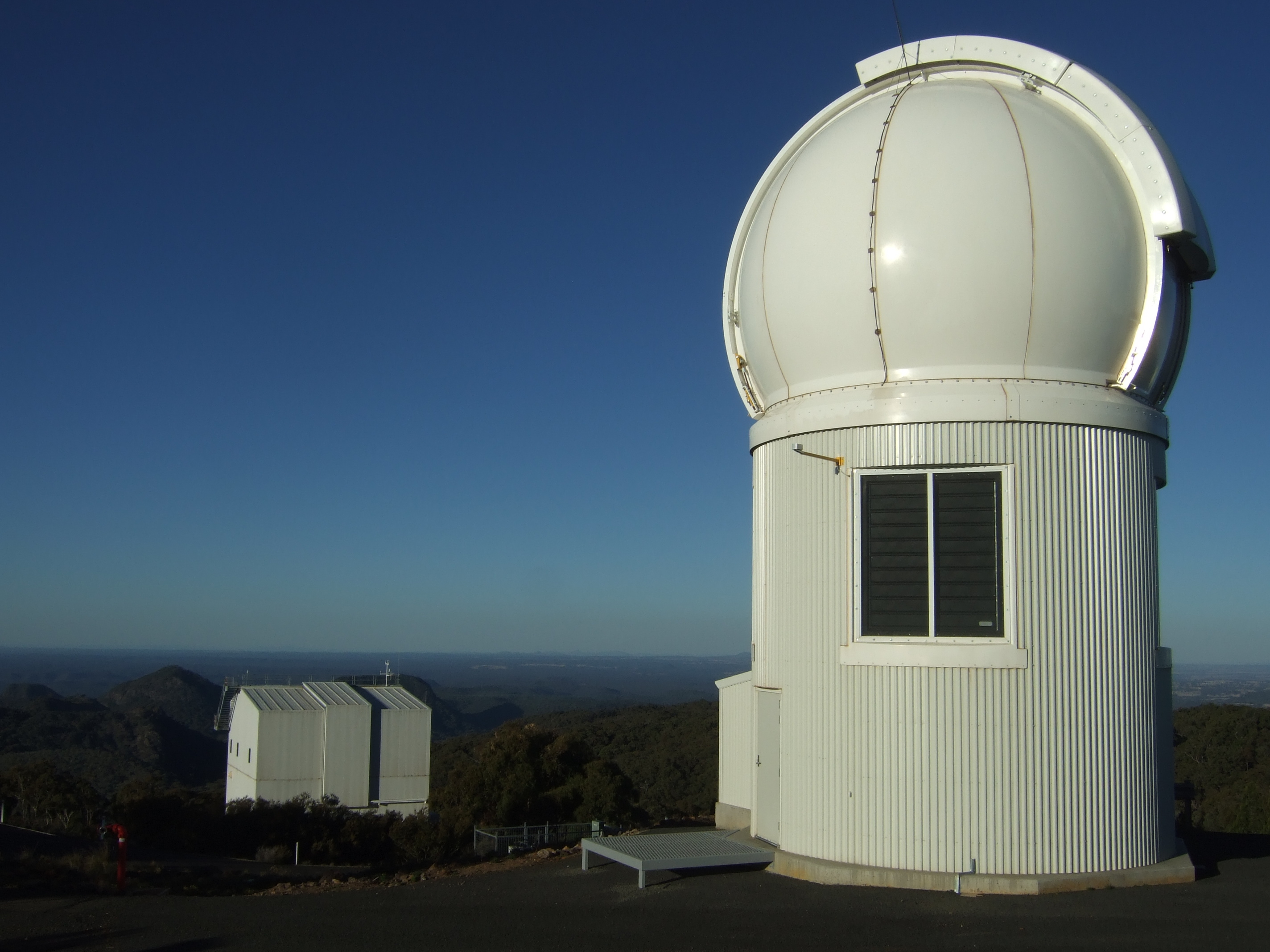
SkyMapper au sein de l'Observatoire de Siding Spring.
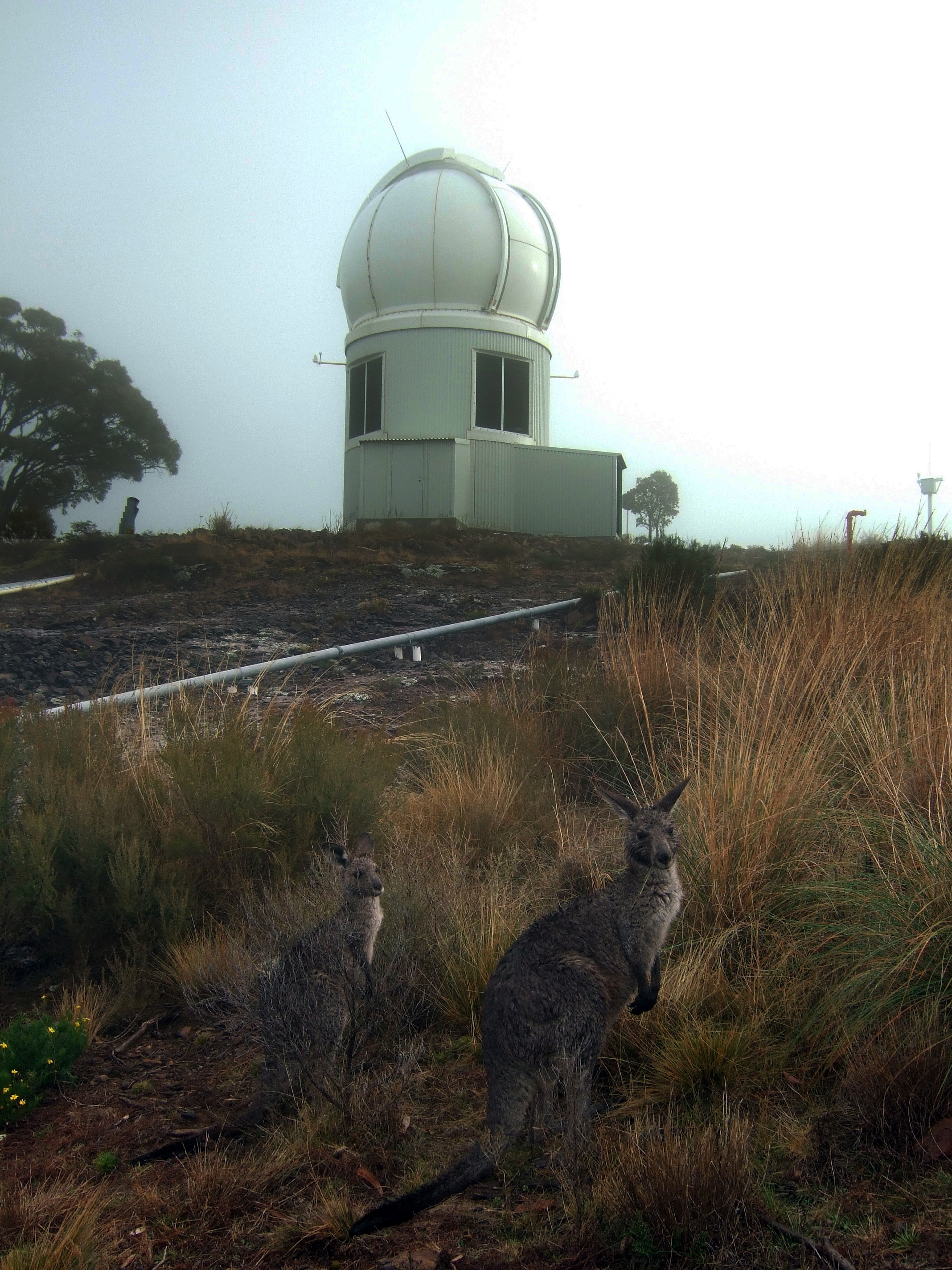
La présence d'animaux sauvages est fréquente autour du télescope.